# Ernst Odelberg
Ernst Erik Vilhelm Odelberg, född 20 januari 1861 i Västerås, död 9 februari 1939 i Danderyds församling, var en svensk överingenjör, företagsledare och kommunalpolitiker. Han var bror till Gösta Odelberg.
Ernst Odelberg var son till prosten Carl Olof Odelberg. Efter att ha genomgått Västerås högre allmänna läroverk 1871-1875 blev han elev och bokhållare vid Forssjö bruk 1875-1880 och vid Larsbo bruk 1880-1882, och gjorde därefter praktik vid Ludvigsbergs Mekaniska Verkstad 1880-1882 och vid Södra varvet 1883. Odelberg var 1883-1884 smidesmästare vid Larsbo bruk och efter att ha studerat vid bergsskolan i Filipstad 1884-1885 verkmästare vid Svanå bruk 1885-1886 och verkmästare och överingenjör vid Lesjöfors bruk 1886-1895. 1892-1932 var han disponent för Strömsnäs jernverksaktiebolag i Degerfors, ledamot av bolaget styrelse 1896-1936 varav 1933-1936 som styrelseordförande. 
Odelberg var även ledamot av Örebro läns landsting 1897-1918, ledamot av styrelsen för AB Träkol 1898-1929 , ledamot av styrelsen för Tuolluvaara Gruv AB 1900-1938, ledamot av styrelsen för AB Karlstads mekaniska verkstad 1905-1936, ledamot av styrelsen för Blombacka AB 1911-1930, VD för AB Trollhättans elektriska masugn 1912-1929, ledamot av styrelsen för Oxelösunds järnverks AB från 1913, ledamot av styrelsen för Wermländska bergsmannaföreningen 1915-1936 varav 1916 som vice ordförande och 1930-1936 som ordförande, ledamot av styrelsen för Dalkarlsbergs AB 1917-1934, ledamot av styrelsen för AB Bofors-Gullspång från 1917 och ledamot av styrelsen för Järnbruksförbundet 1918-1933 varav 1924-1933 som vice ordförande. Han var ledamot av kommunfullmäktige i Karlskoga 1919-1924 och i Degerfors 1925-1932, samt ledamot av styrelsen för Stribergs grufve AB 1919-1937 varav 1934-1937 som ordförande, ledamot av styrelsen för Örebro tekniska gymnasium från 1920, ledamot av styrelsen för Persbergs grufve AB 1922-1937, ledamot av styrelsen för bergsskolan i Filipstad 1922-1928 samt ordförande och inspektor för skolan 1930-1938, ledamot av järnvägsrådet 1928-1937 samt fullmäktig i Jernkontoret 1930-1938 och fullmäktiges ordförande 1932-1936. Odelberg var även bland annat ordförande i styrelsen för Metallografiska institutet och mottog 1925 Jernkontorets stora guldmedalj.